# Железнодорожный мост (Рига)
Железнодоро́жный мост (латыш. Dzelzceļa tilts) — один из мостов через Даугаву в Риге.
Первый железнодорожный мост (Земгальский) был сооружён в 1872 году Рижско-Болдерайским железнодорожным обществом в связи со строительством Болдерайской железной дороги. Мост строился про проекту братьев Струве — Аманда и Густава, это была конструкция из двух ферм с одной полосой движения. Строительство моста было поручено профессору Бессару.
Работы по проектированию второго железнодорожного моста начались в 1902 году, авторами проекта были инженеры П. Н. Вознесенский и А. Э. Жибер. Строительство моста длилось с 1909 по 1914 год. Мост был открыт 8 апреля 1914 года. Опирался на 10 опор (8 в русле и две береговые). Для пропуска судов поднималась правая крайняя ферма моста, для чего использовались два электромотора в 45 лошадиных сил. В зависимости от силы ветра эта операция занимала одну — три минуты.
Решетчатые металлические фермы моста (общим весом 360 тыс. пудов) покоились на гранитных устоях. Ширина моста составляла 32 фута. Мост предназначался не только для железнодорожного сообщения, которое вначале было относительно редким, но и для пешеходов. Поэтому рельсы проходили посередине моста, а по обеим сторонам от них были свободные полосы 5-футовой ширины. За плату мост использовался и для конного транспорта. 
В период Первой мировой войны мост был разрушен, после неё восстановлен, а в 30-е годы XX века после капитального ремонта был переоборудован для автомобильного транспорта. 
В годы Второй мировой войны был взорван. Были разрушены не только фермы, но и опоры моста. Восстановление моста началось уже в 1944 году и полностью завершилось к 1951 году.

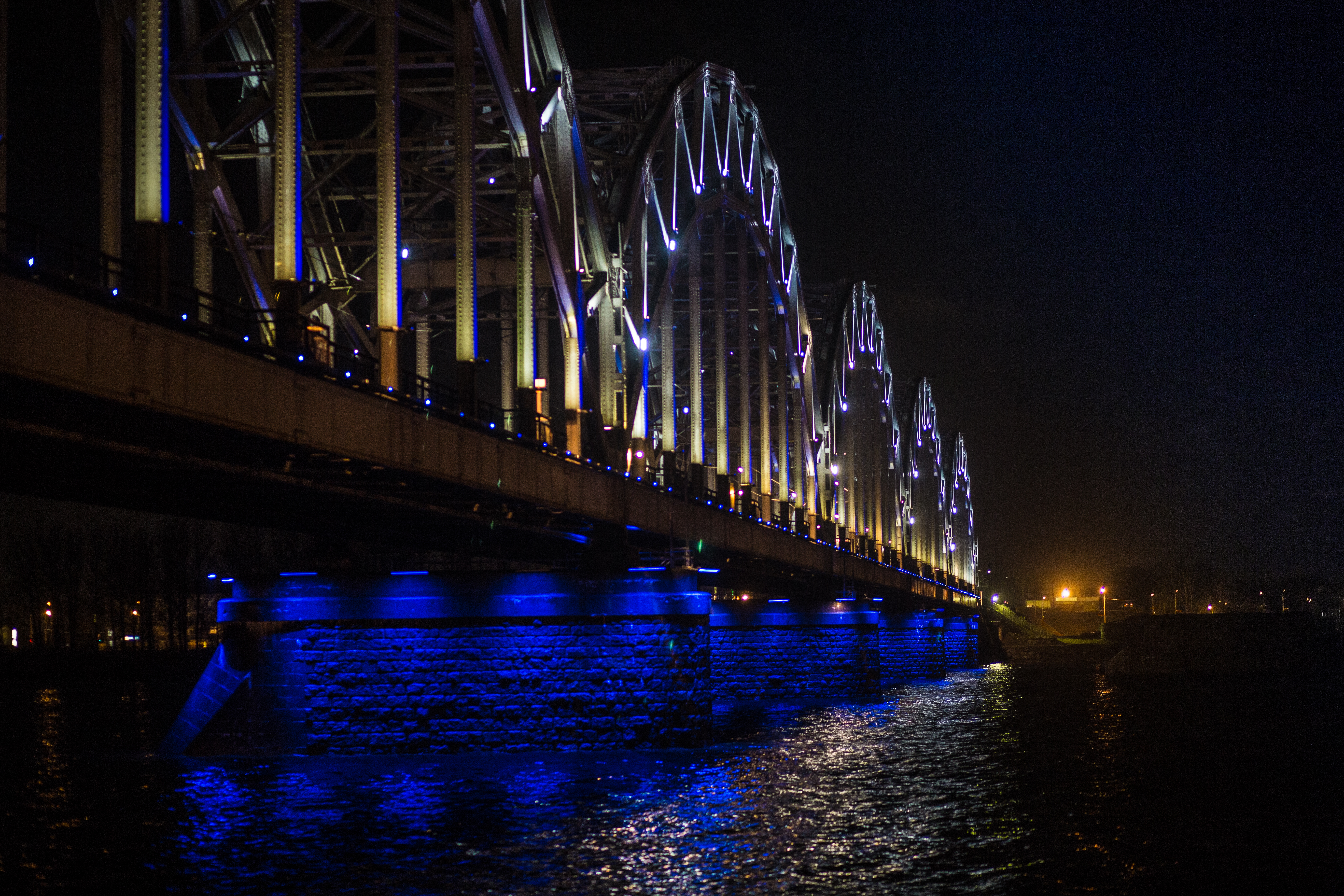
Ночная иллюминация на мосту

## Галерея

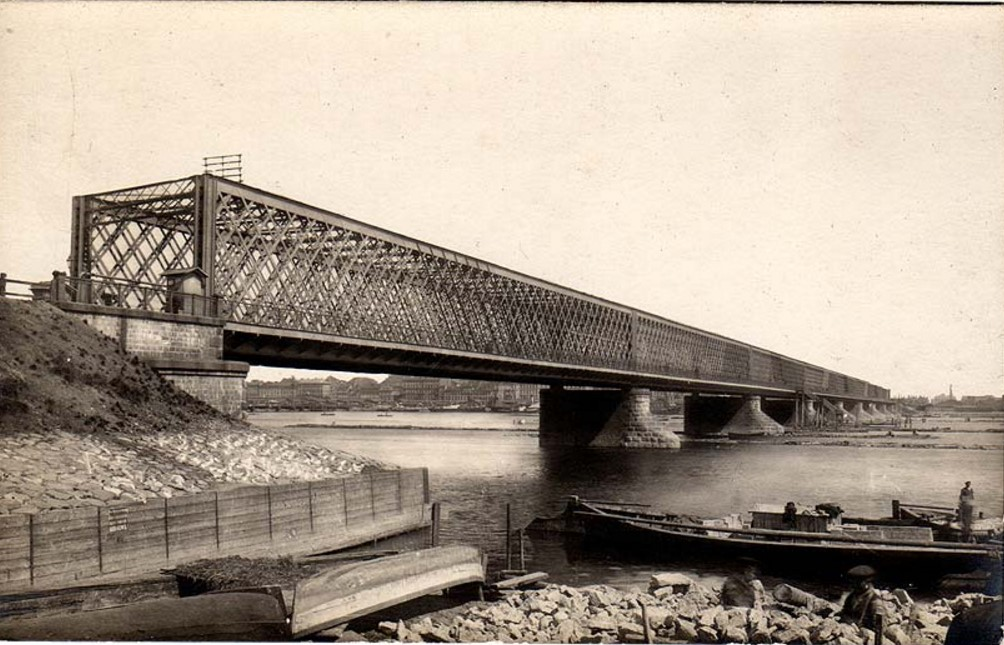
Старый железнодорожный мост
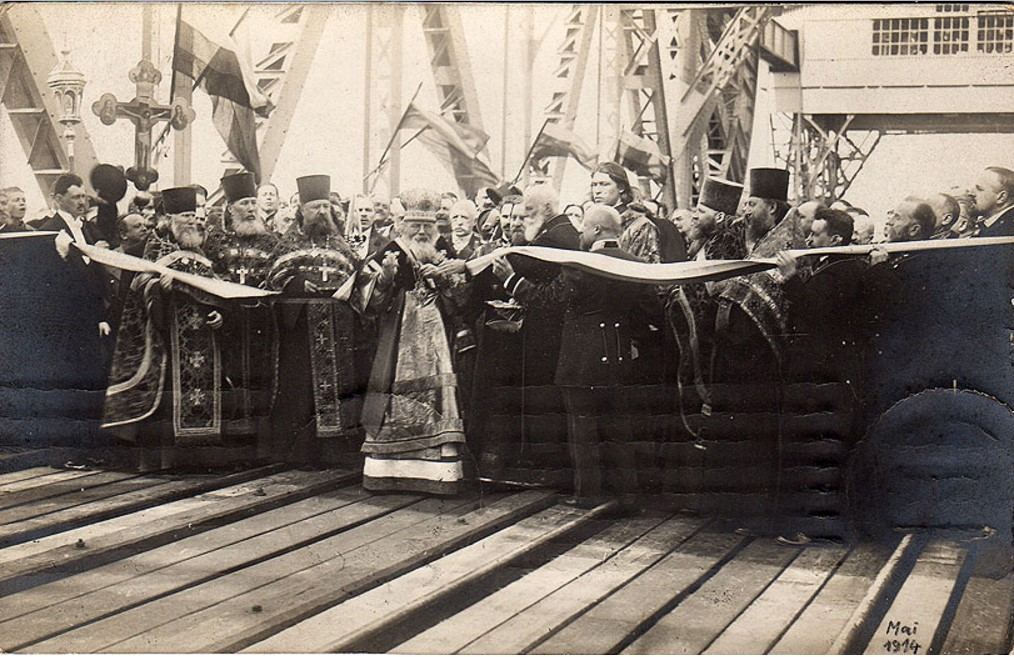
Открытие железнодорожного моста в 1914 году
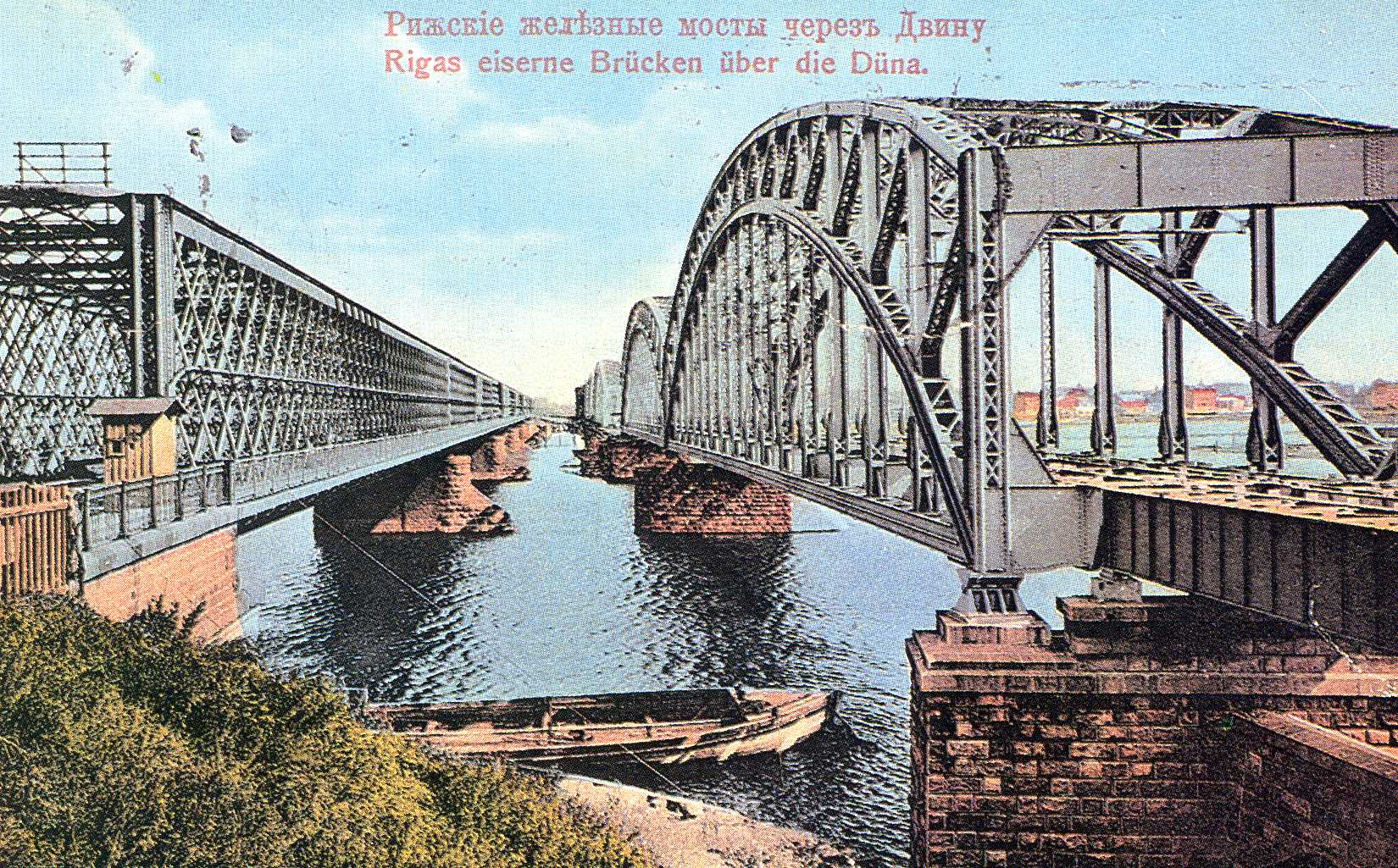
Рижские железнодорожные мосты через Двину. Открытка. 1914
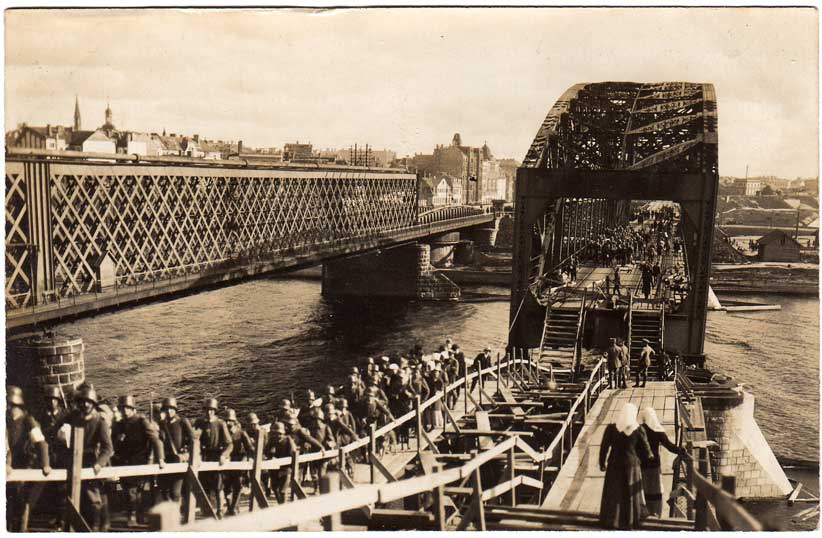
Немецкие солдаты проходят по разрушенному мосту в 1917 году